# Paweł Zdrajkowski
Paweł Zdrajkowski (ur. 27 września 1976) – polski lekkoatleta, trójskoczek i skoczek w dal, mistrz i reprezentant Polski, medalista mistrzostw Europy juniorów (1995).

## Kariera sportowa
Jest absolwentem Liceum Ogólnokształcącego im. Mikołaja Kopernika w Aleksandrowie Łódzkim. Był zawodnikiem MKS Aleksandrów Łódzki, Browaru Schöller Namysłów, AZS-AWF Wrocław i Błękitnych Osowa Sień.
Był mistrzem Polski juniorów młodszych (1993) i juniorów (1994, 1995) w trójskoku, halowym mistrzem Polski juniorów w trójskoku (1994, 1995), wicemistrzem Polski juniorów w skoku w dal (1994, 1995), młodzieżowym mistrzem Polski w trójskoku (1996, 1997), młodzieżowym wicemistrzem Polski w trójskoku (1995), halowym wicemistrzem Polski juniorów w trójskoku (1996). Ponadto w 1994 zdobył brązowe medale młodzieżowych mistrzostw Polski w skoku w dal i w trójskoku.
Na mistrzostwach Polski seniorów na otwartym stadionie zdobył siedem medali: złote w trójskoku w 1995 i 1998, srebrne w trójskoku w 1996 i 1997, srebrny w skoku w dal w 2001 i brązowe w trójskoku w 1994 i 1999. W halowych mistrzostwach Polski seniorów wywalczył sześć medali: srebrne w trójskoku w 1996 i 1998, srebrny w skoku w dal w 2001, brązowy w trójskoku w 2000 i brązowe w skoku w dal w 2002 i 2003.
Na mistrzostwach Europy juniorów w 1995 zdobył brązowy medal w trójskoku, z wynikiem 15,96. Reprezentował także Polskę na mistrzostwach świata juniorów w 1994, zajmując 9. miejsce w trójskoku, z wynikiem 15,59 oraz młodzieżowych mistrzostwach Europy w 1997, gdzie zajął w trójskoku 10. miejsce, z wynikiem 15,68.
Pracuje jako nauczyciel wychowania fizycznego i trener lekkiej atletyki. 
Rekord życiowy w trójskoku: 16,35 (21.06.1997), w skoku w dal: 7,75 (2.06.2001).